# Pohlitz (Siehdichum)
Pohlitz (niedersorbisch Pólica) ist ein Ortsteil der amtsangehörigen Gemeinde Siehdichum im Landkreis Oder-Spree in Brandenburg. Bis zur Zusammenlegung mit zwei anderen Gemeinden am 26. Oktober 2003 war Pohlitz eine eigenständige Gemeinde.

## Lage
Pohlitz ist eines der nördlichsten Dörfer der Niederlausitz und liegt im Naturpark Schlaubetal, etwa fünf Kilometer nordwestlich von Eisenhüttenstadt und acht Kilometer Luftlinie westlich der Grenze zu Polen. Umliegende Ortschaften sind Wiesenau im Norden, Ziltendorf im Nordosten, Vogelsang im Osten, die Eisenhüttenstädter Ortsteile Schönfließ im Südosten und Diehlo im Süden, der zur Gemeinde Schlaubetal gehörende Ort Fünfeichen im Südwesten, Rießen im Westen sowie Groß Lindow im Nordwesten.
Der Ort liegt an der Landesstraße 37 von Müllrose nach Eisenhüttenstadt und an der Landesstraße 371. In unmittelbarer Nähe von Pohlitz befinden sich der Verkehrslandeplatz Eisenhüttenstadt (im Norden) und die Hüttenwerke Eisenhüttenstadt (im Südosten).

## Geschichte
Das Dorf Pohlitz wurde erstmals im Jahr 1332 in einer Verkaufsurkunde unter dem Namen Palitz erwähnt. Benannt ist der Ort nach seiner Lage in der Nähe des Großen und Kleinern Pohlitzer Sees, die beide 1316 ersterwähnt wurden. Der Name stammt aus dem Sorbischen und bedeutet in etwa See mit Stöcken am Ufer. Nach seiner Siedlungsform ist Pohlitz ein Angerdorf.
Ab 1817 gehörte Pohlitz zum Rentamt Neuzelle. Die Topographisch-statistische Übersicht des Regierungsbezirks Frankfurt a. d. O. aus dem Jahr 1844 verzeichnet in Pohlitz für dieses Jahr 264 Einwohner in 40 Wohngebäuden. Der Ort war nach Fünfeichen eingepfarrt. Die Gerichtszugehörigkeit lag beim Amtsgericht Fürstenberg (Oder), die nächste Poststelle befand sich in Krebsjauche. Zum Ort gehörte die Siedlung Pulvermühle (inzwischen Pohlitzer Mühle), die fünf Einwohner hatte. 1867 hatte Pohlitz 308 Einwohner und die Pulvermühle hatte 22 Einwohner.
Vor 1815 gehörte Pohlitz zum Gubenischen Kreis. Als Ergebnis des Wiener Kongresses kam die Niederlausitz, die vorher zum Königreich Sachsen gehörte, an das Königreich Preußen. Danach wurde der historische Gubenische Kreis in Landkreis Guben umbenannt und Teil des Regierungsbezirks Frankfurt in der Provinz Brandenburg. Pohlitz war ein Ort des Amtsbezirks Siehdichum. Am 1. Juli 1950 wurde der Landkreis Guben aufgelöst und die Gemeinde Pohlitz kam zum Landkreis Frankfurt (Oder). Bei der Kreisneubildung in der DDR am 25. Juli 1952 die Gemeinde dem Kreis Eisenhüttenstadt-Land im Bezirk Frankfurt (Oder) zugeschlagen. Nach der Wende wurde der Kreis Eisenhüttenstadt-Land in Landkreis Eisenhüttenstadt umbenannt. Bei der Kreisreform am 6. Dezember 1993 wurde Pohlitz dem Landkreis Oder-Spree zugeordnet und dort vom Amt Schlaubetal verwaltet. Am 17. Juni 2002 genehmigte der Minister des Innern des Landes Brandenburg den Zusammenschluss der Gemeinden Rießen, Pohlitz und Schernsdorf zur neuen Gemeinde Siehdichum, welcher am 26. Oktober 2003 wirksam wurde.

## Einwohnerentwicklung
| 1875 | 330 | 1939 | 299 | 1981 | 281 |
| 1890 | 330 | 1946 | 441 | 1985 | 250 |
| 1910 | 263 | 1950 | 430 | 1989 | 256 |
| 1925 | 340 | 1964 | 346 | 1995 | 270 |
| 1933 | 314 | 1971 | 314 | 2002 | 498 |